# Idioma español en Haití
El idioma español es hablado por una minoría significativa en Haití. Como parte de la isla de La Española (junto con la República Dominicana), este país formó parte del Imperio español antes de formar parte del Imperio francés. Los idiomas oficiales de Haití son el francés y el criollo haitiano.  El español es conocido sobre todo cerca de la frontera con la República Dominicana. En los estudios es obligatorio desde el nivel 6 (estudiantes de unos quince años) hasta el nivel Philosophie (estudiantes de unos dieciocho años). En 2005 había tres centros universitarios en Puerto Príncipe en los que se enseñaba español. En 2004, Haití solicitó participar también como miembro en la Cumbre Iberoamericana.